# Läpisyöksy
Läpisyöksy är en ö i Finland. Den ligger i sjön Orivesi och i kommunen Nyslott i  landskapet Södra Savolax, i den sydöstra delen av landet, 300 km nordost om huvudstaden Helsingfors. Öns area är 24,1 hektar och dess största längd är 1,1 kilometer i sydöst-nordvästlig riktning.